# Králíky u Nového Bydžova

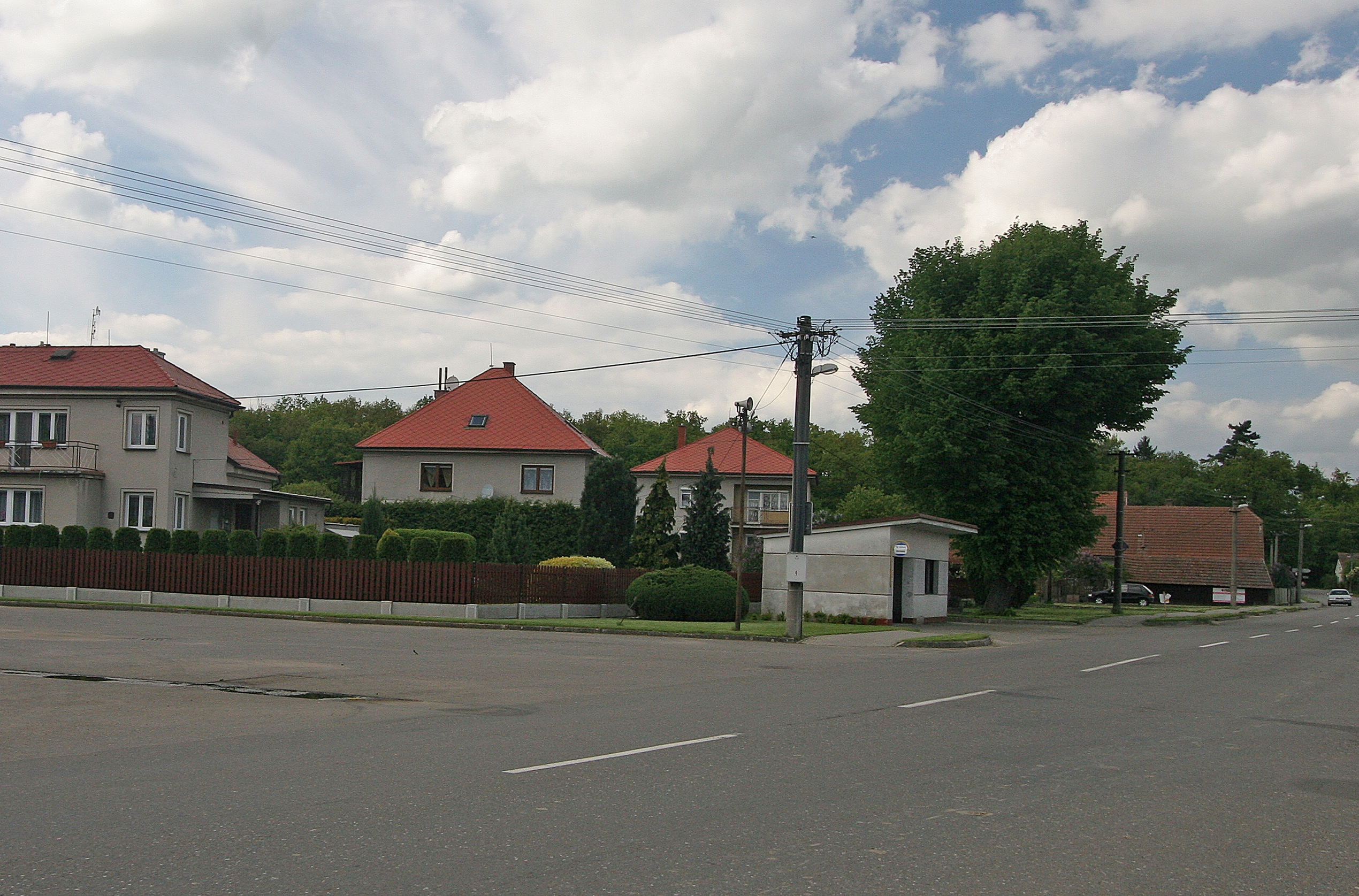
Králíky, 2013

Králíky (deutsch: Kralik) ist eine Gemeinde mit 376 Einwohnern in Tschechien. Sie liegt vier Kilometer nordöstlich von Nový Bydžov und gehört dem Okres Hradec Králové an. Das Dorf liegt auf 235 m ü. M. auf einer Anhöhe rechtsseitig des Králický potok, eines Zuflusses der Cidlina.

## Geschichte
Králíky wurde 1635 erstmals urkundlich erwähnt; damaliger Besitzer war Johann Weighard von Herberstein. Dessen Nachkommen verkauften den Ort 1686 an das Benediktinerkloster Braunau, das ihn an den Gutsbesitz Sloupno angliederte. Das Kloster siedelte in Kralik Deutsche aus den Besitzungen im Grenzgebiet an.
Nach der Aufhebung der gutsherrlichen Arbeitsverfassung auf den Hofgütern im Jahre 1775 ließen die Benediktiner fünf Teiche in der Umgebung des Dorfes trockenlegen und verteilten den neu gewonnenen Boden unter den Landlosen auf.

## Heutige Situation
In Králíky befindet sich die regional bekannte Diskothek Music Club Max (MCM).

## Ortsgliederung
Zur Gemeinde Králíky gehören die Ortsteile Chmelovice (Chmelowitz), Podoliby (Podolib) und Řehoty (Rehota). Insgesamt besteht die Gemeinde aus 165 Häusern, von denen 65 in Králíky stehen.